# Tailandia en los Juegos Olímpicos de Melbourne 1956
Tailandia estuvo representada en los Juegos Olímpicos de Melbourne 1956 por un total de 35 deportistas masculinos que compitieron en 5 deportes.
El equipo olímpico tailandés no obtuvo ninguna medalla en estos Juegos.